# Station to Station (игра)
Station to Station (с англ. — «от станции к станции») — компьютерная игра-головоломка, разработанная нидерландской студией Galaxy Grove и изданная компанией Prismatika 3 октября 2023 года. Игровой процесс разделён на короткие уровни, на каждом из которых игрок должен построить железнодорожную сеть, соединяющую находящиеся на карте предприятия между собой. По мере прохождения уровня карта будет обретать цвета и наполняться жизнью.
Игра получила положительные отзывы критиков.

## Игровой процесс

Игровой процесс Station to Station. Игрок размещает железнодорожную станцию возле одного из предприятий. Вокруг зданий с выполненными требованиями растёт трава. Снизу по центру расположены бонусные карточки, слева от них — баланс игрока.

Station to Station — минималистичная игра-головоломка железнодорожной тематики с воксельной графикой. Игра разбита на шесть миров, каждый из которых состоит из пяти-шести уровней, прохождение каждого из которых занимает порядка 15 минут. Доступ к новым мирам открывается по мере прохождения уровней на предыдущих мирах. Каждый мир выполнен в собственной стилистике, например, пустоши с оазисами или мира Дикого Запада.
В начале каждого уровня на карте располагается несколько производственных зданий, которые необходимо соединять транспортной сетью: например, мельница должна быть соединена с фермой, с которой будет завозиться пшеница, и пекарней, на которую будет отвозиться производимая мука. Для этого игрок может строить железнодорожные станции и соединять их железными дорогами; при этом предприятия не обязательно связывать напрямую — любая станция может служить перевалочным пунктом. Каждая станция может быть соединена с четырьмя железнодорожными путями, что позволяет игроку строить размашистую сеть дорог. После того, как игрок выполняет требования предприятия, оно выпускает золотое кольцо, окрашивающее кусочек карты вокруг себя и вдыхающее в него жизнь. По мере прохождения уровня на карте появляются новые предприятия с новыми требованиями, при этом уже проложенные игроком дороги и станции невозможно убрать или переместить.
Строительство железных дорог, станций и мостов требует денег, запас которых у игрока ограничен. Игрок получает монеты за выполненные требования предприятий, причём за выполнение нескольких требований одним маршрутом игрок получает бонусную награду. Также по мере прохождения уровня игрок будет получать карточки с одноразовыми бонусами: например, особый поезд, дополнительно увеличивающий награду за проложенный маршрут, или уменьшение стоимости строительства следующей железной дороги. Полученные карточки можно применять в любой момент уровня.
Основная цель каждого уровня — выполнить все требования всех строений на карте. Кроме того, на каждом уровне есть две опциональные цели: уложиться в указанный бюджет — например, сэкономив 1200 монет к концу уровня, — и выполнить особое задание — например, построить определённое количество мостов, или найти на карте верблюдов и кликнуть по ним. В игре есть два альтернативных режима игры: «без денег», в котором бюджет игрока не ограничен, и «своя игра», в которой можно настроить размер уровня, выбрать биом, количество предприятий и сложность, после чего сыграть на случайно сгенерированном поле.

## Разработка и выпуск
Station to Station была разработана нидерландской студией Galaxy Grove, основанной Йостом ван Донгеном, ранее работавшем в студии Ronimo Games и разрабатывавшем такие игры, как Awesomenauts и Swords and Soldiers. Йост покинул студию и самостоятельно создал прототип Station to Station, благодаря которому он смог найти издателя и привлечь команду разработчиков из десятка человек.
При создании игры Йост с одной стороны вдохновлялся расслабляющими играми, такими как Dorfromantik и Islanders, а с другой — экономическими симуляторами вроде Railroad Tycoon, Transport Tycoon и Railway Empire. По словам Йоста, ему понравилась атмосфера и игровые механики Dorfromantik и Islanders, однако этих игр ему «хватило на 15 минут, поскольку за 15 минут можно увидеть всю игру» — он посчитал, что им не хватает структурированности. Экономические симуляторы он, напротив, посчитал слишком сложными: «я хотел поймать то, что делает эти игры такими интересными, убрав из них всё сложное». Кроме того, в качестве одного из источников вдохновения Йост называет группу Gryphon, «которая смешивала рок со странными инструментами».
Анонсирующий трейлер Station to Station был выпущен в мае 2023 года. 10 июля 2023 года в рамках Future Games Show был представлен геймплейный трейлер. В августе 2023 года была опубликована демоверсия игры и объявлена дата выпуска — 3 октября 2023 года. Разработчики работают над добавлением фото-режима в игру.

## Критика
Station to Station получила высокие оценки критиков, средний балл игры на Metacritic составляет 78 из 100 на основе 5 рецензий. Сет Мэйси из IGN оценил игру в 8 баллов из 10, похвалив атмосферу и графику игры, и написав: «главная сила игры в её простоте. Она немногим выходит за рамки того, что было показано в трейлерах — но, честно говоря, она и не должна». Кара Филлипс из TechRadar оценила Station to Station в 4 звезды из 5, назвав её «must-play для всех, кто ищет расслабляющего игрового процесса», похвалив игру за разнообразие уровней, но покритиковав за отсутствие настроек доступности.